# Марти, Хосе
Хосе́ Хулиа́н Марти́-и-Пе́рес (исп. José Julián Martí y Pérez, 28 января 1853 — 19 мая 1895) — кубинский поэт, писатель, публицист, переводчик, философ и революционер, лидер освободительного движения Кубы от Испании. На родине он считается национальным героем, прозван «Апостолом независимости». В литературных кругах известен как отец модернизма.

## Биография
Хосе Марти, сын Мариано Марти из Валенсии и Леонор Перес Кабрера из Тенерифе (Канарские острова), родился 28 января 1853 года в Гаване. Когда Марти было четыре года, семья перебралась в Валенсию, но через два года вернулась на Кубу, где он получил первоначальное образование в школе в районе Санта-Клара.
В 1865 году Хосе поступил в училище «Сан-Пабло», директор которого, Рафаэль Мария де Мендиве, сторонник реформ и независимости Кубы, оказал большое влияние на становление его политической философии. Узнав из новостей об убийстве Авраама Линкольна, Хосе и другие ученики устроили траур в знак уважения к заслугам президента США в искоренении рабства.
В 15 лет Хосе Марти уже опубликовал несколько своих поэм, а в 16 — основал народно-патриотическую газету «La patria libre» («Свободная Родина»).
Во время революционного мятежа, вспыхнувшего на Кубе в 1868 году (так называемой Десятилетней войны — первой из трёх, которые велись за независимость Кубы от Испании), он открыто симпатизировал восставшим, за что следом за директором Мендиве был арестован и 21 октября 1869 года предстал перед судом. 4 марта 1870 года Марти был приговорён к шести месяцам каторжных работ в каменоломнях «Сан Ласаро», провёл некоторое время на острове узников Пинос.
15 января 1871 года был депортирован в Испанию. Там он, подрабатывая на жизнь репетиторством, продолжил своё образование и литературную работу, получив учёные степени в области литературы, права и философии, которые он изучал в Мадридском университете, а также не прерывал связей с политической деятельностью (с его балкона впервые в Мадриде был вывешен флаг Кубы).
Первая публицистическая брошюра Марти — «Политическая тюрьма на Кубе» — об узниках каторжных тюрем была опубликована именно в Мадриде и разослана депутатам Кортеса. Провозглашению Первой Испанской республики 1873 года была посвящена очередная его брошюра «Испанская республика перед лицом Кубинской революции».
В 1874 году Марти получил звание магистра гуманитарных наук и степень по юриспруденции (лиценциата гражданского и канонического права) в Университете Сарагосы, после чего покинул Испанию. Несколько последующих лет он провёл во Франции, Мексике, Гватемале и Венесуэле. В 1875 году возглавлял отдел информации в мексиканском правительственном журнале «Revista Universal» («Всеобщее обозрение»).
В январе 1877 года Хосе Марти в связи с военным переворотом в Мексике под чужим именем (из частей собственного — Хулиан Перес) вернулся на Кубу, но уже через 48 дней был вынужден перебраться в Гватемалу, где преподавал историю философии и западноевропейскую литературу в Центральной школе местной столицы.
Вновь возвратившись на Кубу 31 августа 1878 года со своей соотечественницей Кармен Сайяс Басан-и-Идальго, ставшей в Мексике его женой, получил отказ заниматься адвокатской практикой, устроился секретарём отделения литературы в лицее Гуанабакоа и участвовал в подготовке восстания против испанской колониальной администрации, за что 25 сентября 1879 года был снова выслан в Испанию.
В 1880—1895 годах находился в США (за исключением периода в 1881 году, когда он перебрался в Венесуэлу, где преподавал в двух столичных колледжах и издал два номера собственного издания «La Revista Venesolana», вызвавшего гнев местного диктатора Антонио Гусмана Бланко, что вынудило Марти вернуться в Нью-Йорк), где был корреспондентом латиноамериканских газет, писал статьи, книги и занимался преподавательской деятельностью. 
Избран на должность президента Революционного кубинского комитета в Нью-Йорке после отъезда на Кубу генерала Каликсто Гарсии. Развернул активную деятельность по подготовке нового восстания на Кубе. В июле 1882 года отправил послания генералам Максимо Гомесу и Антонио Масео с призывом продолжить борьбу за свободу родины.
Из разрозненных эмигрантских организаций Марти создал Кубинскую революционную партию (КРП, 1892), объединившую представителей различных социальных слоёв и сыгравшую решающую роль в организации начавшегося 24 февраля 1895 года национально-освободительного восстания на Кубе. Центральным печатным органом КРП была основанная Марти газета «Pátria» («Отечество»). Авторитет Хосе Марти, патриота и интернационалиста, признанного «Апостола революции», способствовал единению восставшего народа Кубы, который «в войне за независимость… должен найти такие формы государственного устройства, которые удовлетворяли бы назревшим запросам и требованиям всего населения».
25 марта 1895 года лидер КРП Хосе Марти и командующий повстанческими силами генерал Максимо Гомес в селении Монте-Кристи (Доминиканская республика) подписали совместный «Манифест Монте-Кристи», обосновавший борьбу за независимость Кубы, права и свободы всего народа и обнародованный у них на родине и в других странах. В нём он обрисовал в общих чертах, какую политику должна вести Куба для того, чтобы добиться независимости:
- участие в войне негров очень важно для победы;
- испанцы, которые не против усиления Кубы, не должны пострадать;
- частные сельские угодья не должны быть испорчены или разграблены;
- главная задача революции — принести новую экономическую жизнь на Кубу.

В апреле 1895 года Марти вернулся на Кубу для непосредственного участия в восстании, высадившись с небольшим отрядом партизан в провинции Орьенте. 15 апреля Хосе Марти было присвоено звание генерал-майора освободительной армии, а спустя месяц, 19 мая, он погиб в бою с испанскими войсками у Дос-Риос, недалеко от места слияния рек Контрамаэстре и Кауто. Его тело попало в руки испанцев, те его похоронили, но затем эксгумировали. 
При жизни Хосе Марти выступал не только против испанского владычества, но и против угрозы экспансионизма США на Кубу; его опасения оправдались, когда после его смерти остров был оккупирован американскими войсками в 1898 году.
В современной Кубе Хосе Марти рассматривают как предтечу Кубинской революции. Накануне штурма казармы «Монкада», 25 июля 1953 года Фидель Кастро сказал своим товарищам: «Если завтра мы победим, скоро осуществится то, о чём мечтал Марти, если окажемся побеждёнными, …выйдут новые люди, готовые поднять знамя и идти вперёд, готовые умереть за Родину».

## Интерес к России
Хосе Марти интересовался русской культурой и социальными событиями в России, изучал поэзию А. С. Пушкина, о котором написал:

Пушкин воистину поэт России, этой гордой и почти неизвестной страны… народ, который он пробудил, стал действительно народом

В статье о первой выставке работ Василия Верещагина, проходившей в 1888 году в Нью-Йорке, он создал собственный поэтический образ народа России:

Русский народ несёт с собой обновление. Патриархальный, наивный как дитя, возвышенный духом, он то камень, источающий кровь, то крылатое существо с каменными когтями. Он умеет любить и умеет разить насмерть… В русском есть яркость и страстность, рокот гнева и шёпот неги, душевная открытость и сила

## Память
- Пионерская организация имени Хосе Марти (Куба).
- В 1925 году в Гаване был открыт Дом-музей Хосе Марти.
- издательство общественно-политической и художественной литературы «Хосе Марти» (Куба) — учреждено в январе 1984 года[8]
- 30 июня 1951 года (ещё во время правления президента Карлоса Прио) на кладбище Санта-Ифигения (Сантьяго-де-Куба) был торжественно открыт мавзолей Хосе Марти. Каждые полчаса у его подножья происходит смена почётного караула.
- В 1953 году на Кубе выпущена в обращение юбилейная монета номиналом 1 песо с надписью — «100 лет со дня рождения Хосе Марти».
- В 1962 году в Москве на ул. Спиридоновка, 28 установлен памятник Хосе Марти работы скульптора П. Е. Шапиро[9] (55°45′43″ с. ш. 37°35′29″ в. д.HGЯO).
- 22 марта 2015 года бюст Хосе Марти, подаренный посольством Республики Куба в России, установлен в калужском этнографическом парке-музее «Этномир»[10] (55°14′33″ с. ш. 36°25′39″ в. д.HGЯO).
- Хосе Марти традиционно изображался при всех денежных реформах на купюре номиналом 1 кубинский песо независимо от того, был при этом режим проамериканский Батисты или коммунистический Фиделя Кастро.
- В Конституции Кубы идеи Хосе Марти закреплены в качестве руководящей идеологической основы государства наряду с марксистско-ленинской философией[11].
- В честь Хосе Марти назван кратер на Меркурии.
- Марти изображён на почтовой марке Венгрии 1973 года.
- В 2013 году Минской средней школе № 91 было присвоено имя Хосе Марти[12].

На русский язык произведения Марти переводили Леонид Мартынов, Валерий Сергеевич Столбов, Овадий Савич, Инна Юрьевна Тынянова, на белорусский — Микола Метлицкий, на украинский — Дмитрий Павлычко, на словацкий — Руфус Милан.
- В Киеве расположен бюст Хосе Марти на территории посольства Кубы на Украине и памятная доска на здании кенассы[13][14].
- 3 июля 2017 года в центре Сантьяго-де-Чили был открыт памятник Хосе Марти[15].
- С 1927 по 1954 год именем Хосе Марти была названа улица в г. Иваново — ныне ул. Палехская.
- Имя «Хосе Марти» носил танкер Латвийского Морского Пароходства.

## Цитаты
- Родина — это алтарь, а не пьедестал (исп. La patria es ara y no pedestal) (то есть Родине надо приносить жертвы, как на алтаре, а не только ждать от неё наград, как на пьедестале).
- Вся слава мира помещается в зерне кукурузы (цитата из письма генералу Антонио Масео, Ки-Уэст, 15 декабря 1893 года, по-испански звучит так: Yo no trabajo por mi fama, puesto que toda la del mundo cabe en un grano de maíz[16][17]; Фидель Кастро в интервью телеканалу РТР в 2000 году сказал, что всё время носит листок бумаги с этой цитатой в кармане гимнастёрки)[18].

## Хосе Марти в кубинскойбонистике
|                                                     |                                                     |                          |                          |
| 1 песо 1953 и 1956 годов (период диктатуры Батисты) | 1 песо 1953 и 1956 годов (период диктатуры Батисты) | 1 песо 1959 и 1960 годов | 1 песо 1959 и 1960 годов |

|                                                      |                                                      |                                                                    |                                                                    |
| 1 песо 1969 и 1995 годов (послереволюционный период) | 1 песо 1969 и 1995 годов (послереволюционный период) | 1 песо 2001 и юбилейного (150 лет со дня рождения Марти) 2003 года | 1 песо 2001 и юбилейного (150 лет со дня рождения Марти) 2003 года |

Также в 1953 году были выпущены юбилейные монеты достоинством 25 и 50 сентаво к столетию со дня рождения Хосе Марти.

## Сочинения
- Марти Х. Североамериканские сцены — М.: ГИХЛ, 1963.
- Марти Х. Избранное. Стихотворения, статьи, очерки — М.: Худ. лит., 1974, 384 с.
- Марти Х. Избранное [Текст] / Х. Марти. — М.: Худ. лит., 1978. — 372 с. — (Б-ка кубинской лит.)
- Хулиан дель Касаль. Хосе Марти. Средь сумерек и теней. Избранные стихотворения. Перевод с испанского Сергея Александровского. — М.: Водолей, 2011. — 256 с. — (Звезды зарубежной поэзии). ISBN 978-5-91763-073-1